# پی‌یر ۱۳۹۲
سیارک ۱۳۹۲ (به انگلیسی: 1392 Pierre، نامگذاری:1936FO) هزار و سیصد و نود و دومین سیارک کشف شده‌است که در ۱۶ مارس ۱۹۳۶ و در الجزیره کشف شد.
قدر مطلق سیارک برابر ۱۱٫۷۲ است.